# Giacomo Zanetti
Giacomo Zanetti (Lugano, 1698 – Casale Monferrato, 1735) è stato un architetto italiano, attivo principalmente nell'area piemontese.

## Biografia
È stato responsabile di alcuni dei più interessanti edifici barocchi costruiti a Casale durante gli anni successivi all'acquisizione da parte dei Savoia del Ducato di Monferrato e alla sua incorporazione nello stato piemontese, avvenuta nel 1708. Completò anche due degli edifici di maggior successo di Giovanni Battista Scapitta dopo la sua morte nel 1715: Palazzo Gozzani di Treville (progettato nel 1711) e la ricostruzione della Chiesa convento di Santa Caterina (consacrata nel 1726).
Ha inoltre lavorato ai Palazzi Sannazzaro, Magnocavalli, Ardizzone e al Palazzo Grisella di Rosignano Monferrato.
Morì a Casale Monferrato all'età di 37 anni.